# Tomasz Arciszewski
Tomasz Stefan Arciszewski (4. listopadu 1877 Sierzchowy - 20. listopadu 1955 Londýn) byl polský sociální politik a premiér exilové vlády v letech 1944-47

## Kariéra
Narodil se do rodiny veterána Lednového povstání Mikołaje Arciszewskiho a jeho ženy Heleny, rozené Młynarske. Po dokončení obchodních škol v Lubańi a Radomi se přestěhoval do Sosnovce, kde začal ve věku 17 let pracovat jako dělník ve slévárně. V roce 1896 vstoupil do Polské socialistické strany (PPS) a brzy poté se účastnil stávky, kvůli které byl následně vyhozen.
Později musel uprchnout ze země a v letech 1898–1900 žil v Londýně a Brémách, kde působil jako jeden z vůdců asociace polských socialistů v exilu. Přes hrozbu zadržení carskou policií se v srpnu 1900 vrátil do vlasti a krátce poté byl zatčen. O tři roky později byl propuštěn a navrátil se do aktivní služby mezi socialisty. Stal se jedním z členů PPS, kteří byli posláni do nerozvinutých oblastí Polska, aby zde vytvořili organizace a sruktury ilegální strany. Arciszewski pobýval v Čenstochové, v Piotrkówu Trybunalskim a v chudém regionu Podleska.
V roce 1904 vstoupil do Bojové organizace Polské socialistické strany (Organizacja Bojowa Polskiej Partii Socjalistycznej), revoluční skupiny bojující za osvobození Polska. Stal se blízkým spolupracovníkem Józefa Piłsudského a přestěhoval se do Varšavy, kde se stal vedoucím místní pobočky jeho organizace. Zde organizoval řadu pokusů o atentát řady ruských vysoce postavených důstojníků. Účastnil se také slavného přepadení v Bezdanech (26. září 1908), nedaleko Vilna, kde jednotka pod velením Piłsudského ukradla z vládního vlaku přibližně 200 000 zlatých rublů, které byly dále použity na financování polského odbojového podzemí.
V roce 1906 Arciszewski, společně s Piłsudským, vstoupil do nově vzniklé PPS – Revoluční frakce. Krátce před začátkem první světové války frakci opustil a stáhl se do interní opozice. V srpnu 1914 vstoupil do Polských legií, kde sloužil u 1. pěšího pluku 1. brigády. Po skončení první světové války, byl dosazen na post ministra práce a sociálních věcí v prozatímní vládě Polské republiky, vedené Ignacem Daszyńskim. Později se stal ministrem pošt a telegrafů ve vládě Jędrzejem Moraczewskim. Zde sloužil až do 16. ledna 1919. Brzy poté byl zvolen jako člen Sejmu.
Během německé invaze do Polska v roce 1939 se Arciszewski účastnil obrany Varšavy. Po německém a sovětském obsazení země se uchýlil do podzemí, kde spolu s Kazimierzem Pużakem založil stranu PPS-WRN (Polska Partia Socjalistyczna - Wolność, Równość, Niepodległość), kterou vedl až do roku 1944. Krátce po Varšavském povstání byl Arciszewski letecky evakuován z Polska (operace Most III). Přes Káhiru se dostal do Londýna, kde se stal jedním z kandidátů na exilového polského prezidenta a později premiérem polské exilové vlády.
Zemřel ve věku 78 let a je pohřben na Brompton Cemetery v Londýně.